# Brian Burke
Brian Burke (Perth, 25 februari 1947) was de drieëntwintigste premier van West-Australië.

## Vroege jaren
Burke werd in 1947 in West-Australië geboren. Hij was de zoon van Thomas Patrick Burke, voormalig federaal parlementslid voor de Australian Labor Party (ALP), en diens echtgenote Madeline Muirson. Burkes oudere broer Terence Joseph zetelde van 1968 tot 1987 in het West-Australische parlement.
Van 1952 tot 1954 volgde Burke onderwijs aan het 'Brigidine Convent' in Wembley en van 1955 tot 1964 bij de 'Marist Brothers' in Subiaco. In 1965 volgde hij rechten, van 1966 tot 1969 halftijds economische wetenschap en in 1980 nog eens rechten, aan de Universiteit van West-Australië.
In 1966 ging Burke aan de slag bij The West Australian, eerst als assistent-proeflezer en van 1967 tot 1970 als journalist in opleiding. In 1969 ging hij als radiojournalist aan de slag bij '6PM'. Van 1970 tot 1973 werkte hij voor het televisienetwerk 'Channel 7'.

## Politieke carrière
Burke trad toe tot de ALP in 1963. In 1973 raakte hij bij een tussentijdse verkiezing voor de zetel van het kiesdistrict Balcatta in het West-Australische lagerhuis ('Legislative Assembly') verkozen. Het kiesdistrict zou een aantal keer hervormd worden maar Burke zou de zetel tot 1988 bezetten.
In 1977 werd Burke schaduwminister van openbare werken, watervoorziening en huisvesting, in 1978 schaduwminister van huisvesting en hoofdsecretaris en in 1981 schaduwminister van watervoorziening, huisvesting en consumentenzaken. Van 1981 tot 1983 was Burke oppositieleider, schaduwminister van financiën en schaduwminister van etnische, economische, federale en aborigineszaken.
Op 25 februari 1983 werd Burke premier van West-Australië. Als premier droeg hij op verschillende tijdstippen ook verschillende ministeriële bevoegdheden waaronder die van financiën, economische en sociale ontwikkelingen, vrouwenzaken, bosbeheer, toerisme en ambtenarenzaken. Op 18 februari 1988 gaf Burke zijn ontslag als parlementslid en op 25 februari 1988 zijn ontslag als premier en minister van ambtenarenzaken.
Onder Burke werd in 1984 de doodstraf afgeschaft. In 1987 werden belangrijke hervormingen aan het kiesrecht doorgevoerd.
De jaren 1980 en Burkes regeerperiode stonden bekend als een periode waarin zeer nauwe contacten bestonden tussen zakenmensen en politici. In 1990 werd door toenmalige premier Carmen Lawrence een koninklijke commissie opgericht om de wanpraktijken uit die periode te onderzoeken. Het onderzoek legde het 'WA Inc'-schandaal bloot.

## Verdere carrière
Van juni 1988 tot april 1991 diende Burke als Australisch ambassadeur in Ierland en de Heilige Stoel. Vervolgens werkte hij als consultant, voor verscheidene projecten in Rusland, China en Ierland, en voor verscheidene vakbondsorganisaties waaronder de 'Construction, Forestry, Mining & Energy Union' (CFMEU) en de 'Shop Assistants’ Union'.
Sinds 1997 werkt Burke als lobbyist en consultant voor verscheidene West-Australische zakenbelangen.

## Veroordelingen
In juli 1994 werd Burke tot twee jaar gevangenisstraf veroordeeld voor onregelmatigheden met reiskostenvergoedingen. In 1997 werd hij in beroep vrijgesproken na eerst voor het stelen van verkiezingscampagnefondsen te zijn veroordeeld.
In 1988 was Burke tot compagnon in de Orde van Australië benoemd maar in 2006 werd deze onderscheiding hem afgenomen.
In april 2010 werd Burke schuldig bevonden aan het afleggen van valse verklaringen voor de 'Corruption and Crime Commission'. Hij werd beboet.
- International Standard Name Identifier: 0000 0000 6402 8206
- Library of Congress Control Number: n2008062145
- Nationale bibliotheek van Australië: 36153258
- Virtual International Authority File: 56088859
- WorldCat: E39PBJppD7kdJXHTMmTCfptHYP